# Nitrit

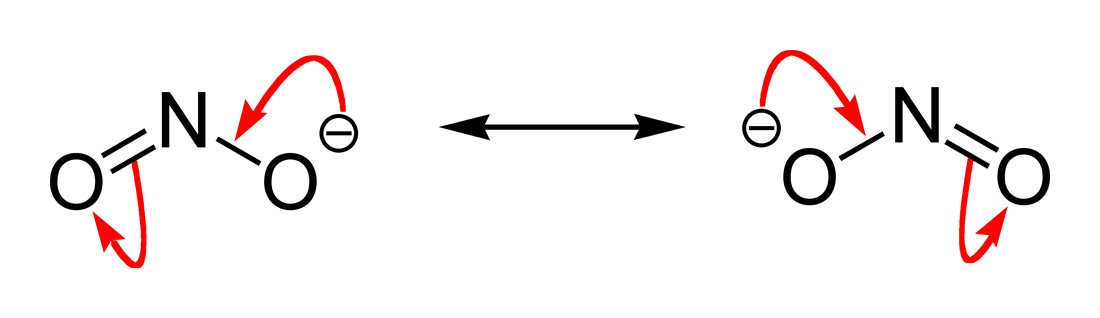
Nitritjonens två resonansformer.

Nitriter är inom oorganisk kemi salter av salpetersyrlighet. De innehåller nitritjonen, NO2−. Inom organisk kemi är nitriter estrar av salpetersyrlighet, och innehåller nitritogruppen R-O-N=O, där R är en aryl- eller alkylgrupp.

## Nitritsalter
Nitritjonen har en böjd geometri och har två resonansformer som bidrar till dess stabilitet. Nitriter av alkalimetallerna och de alkaliska jordartsmetallerna kan syntetiseras genom att blanda kvävemonoxid NO och kvävedioxid NO2 med korresponderande metallhydroxidlösning. Andra nitriter kan framställas genom reduktion av korresponderande nitrater.
Natriumnitrit med E-nummer E250, NaNO2, används för bevarande av köttprodukter, eftersom det framför allt hämmar tillväxt av Clostridium botulinum och att det genom reaktion med myoglobinet i köttet ger det den kommersiellt önskade rosa färgen i till exempel falukorv. Nitratet oxiderar myoglobinet till metmyoglobin som har en brun-grå färg. Därefter reduceras metmyoglobinet och binder kväveoxid så att nitrosylmyglobin bildas. Nitrosylmyoglobin har en röd färg som efter denautering genom värmebehandling eller fermentering bildar nitrosylhaemochromogen som har den rosa färgen karaktäristisk för falukorv och julskinka. Eftersom nitrit är giftigt; dödlig dos för människor är cirka 22 mg per kg kroppsvikt, så är maximalt tillåtet innehåll av natriumnitrit  i köttprodukter 200 ppm (i USA).
Klassiskt så användes nitratsalter. Det fungerade eftersom bakterier förvandlade nitrater till nitriter, fast med varierande effekt. Nitrater i hög halt ger mycket stark röd färg. Nitriter i tillåten halt ger svag färg. Det är orsaken till att korv i Danmark är färgad med röd färg numera efter förbudet att använda nitrat i korven. Samt det råder enighet i opartiska undersökningar att Nitrit är kopplad till ökad risk av cancer.
Nitrit i övermått kan i kroppen orsaka tillståndet methemoglobinemi, då järn i de röda blodkropparna oxideras från Fe(II) till Fe(III). Detta tillstånd inhiberar inbindning av syre och leder därför till sämre syreupptagningsförmåga.

## Nitritestrar
Amylnitrit, (CH3)2CH(CH2)2ONO, används inom medicin för behandling av hjärtsjukdomar.

## Liknande föreningar
NO2− skall inte förväxlas med nitroniumjonen som är NO2+. Organiska föreningar på formen R-NO2, där alkyl- eller arylgruppen binder till kväveatomen, kallas nitroföreningar, och gruppen kallas då nitrogrupp.